# Чемпионат Африки по бегу по пересечённой местности 2014
Чемпионат Африки по бегу по пересечённой местности 2014 года прошёл в воскресенье 16 марта в городе Кампала, Уганда. Соревнования были организованы Конфедерацией лёгкой атлетики Африки.
Дистанция трассы состояла из круга длиной 2 км. Таким образом мужчины пробежали 6 кругов, женщины и юниоры 4 круга, а юниорки 3 круга. В соревнованиях приняли участие: 63 спортсмена у мужчин и 36 у женщин, 39 юниоров и 40 юниорок.

## Медалисты

### Личное первенство
| Вид             | Золото                 | Золото   | Серебро               | Серебро  | Бронза                 | Бронза   |
| --------------- | ---------------------- | -------- | --------------------- | -------- | ---------------------- | -------- |
| Мужчины — 12 км | Леонард Барсотон (KEN) | 34:26.12 | Кипруто Кангого (KEN) | 34:56.45 | Роно Чероп (KEN)       | 35:01.88 |
| Женщины — 8 км  | Фаит Кипьегон (KEN)    | 25:33.02 | Джанет Киса (KEN)     | 25:41.30 | Алиса Навовуна (KEN)   | 25:46.48 |
| Юниоры — 8 км   | Мозес Летойе (KEN)     | 22:36.80 | Эндрю Лерот (KEN)     | 22:50.19 | Афеверки Берхане (ERI) | 22:56.45 |
| Юниорки — 6 км  | Джебет Тироп (KEN)     | 18:50.74 | Алемиту Херойе (ETH)  | 19:04.73 | Нэнси Нзиса (KEN)      | 19:16.18 |

### Командное первенство
| Вид             | Золото                                                                      | Золото | Серебро                                                                       | Серебро | Бронза                                                                       | Бронза |
| --------------- | --------------------------------------------------------------------------- | ------ | ----------------------------------------------------------------------------- | ------- | ---------------------------------------------------------------------------- | ------ |
| Мужчины — 12 км | Кения · Леонард Барсотон · Кипруто Кангого · Роно Чероп · Соломон Йего      | 10     | Уганда · Мозес Кибет · Томас Айеко · Мозес Кипсиро · Даниэль Ротич            | 37      | Эфиопия · Тегегне Ирсау · Эрре Негуссе · Келу Эдео · Срадж Харедин           | 52     |
| Женщины — 8 км  | Кения · Фаит Кипьегон · Джанет Киса · Алиса Навовуна · Эдит Челимо          | 10     | Эфиопия · Таделеш Алему · Абабель Брихане · Рути Сора · Шито Осу              | 29      | Уганда · Линет Чебет · Нэнси Чептегеи · Ваниса Чемутаи · Ребекка Чептегеи    | 57     |
| Юниоры — 8 км   | Кения · Мозес Летойе · Эндрю Лорот · Джон Лангат · Хиллари Кипкемои         | 12     | Эритрея · Афеверки Берхане · Абрахам Хабте · Хабтом Велдай · Берхане Амануэль | 32      | Эфиопия · Хаято Хаджи · Асфаха Меконен · Абраха Туемай · Тегегн Амаре        | 54     |
| Юниорки — 6 км  | Кения · Джебет Тироп · Нэнси Нзиса · Розефлина Чепнгетич · Лиллиан Ренгерук | 13     | Эфиопия · Алемиту Херойе · Амара Хави · Хайлу Тесфай · Варе Демисе            | 28      | Уганда · Стелла Чесанг · Фаниса Чемутаи · Патриция Чеквемои · Карен Чеквемои | 55     |